# ال‌جی بلک زافیرو
ال‌جی بلک زافیرو (به انگلیسی: LG Black Zafiro (MG810))، یک‌نمونه از گوشی‌های تلفن همراه سری آمریکای لاتین (به انگلیسی: Latin America (MG)) شرکت ال‌جی الکترونیکس می‌باشد که توسط همین شرکت به بازار عرضه شده‌است. 